# Бурлова
Бурлова — деревня в Кудымкарском районе Пермского края. Входила в состав Ленинского сельского поселения. Располагается на правом берегу реки Юсьва южнее от города Кудымкара. Расстояние до районного центра составляет 24 км. По данным Всероссийской переписи населения 2010 года, в деревне проживало 10 человек (5 мужчин и 5 женщин).

## История
По данным на 1 июля 1963 года, в деревне проживало 72 человека. Населённый пункт входил в состав Верх-Юсьвинского сельсовета.